# Gaig de bardissa de Califòrnia
El gaig de bardissa de Califòrnia (Aphelocoma californica), és una espècie que pertany al gènere Aphelocoma nadiu de l'oest d'Amèrica del Nord. S'estén des del sud de la Colúmbia Britànica fins a Califòrnia i l'oest de Nevada prop de Reno fins a l'oest de la Sierra Nevada. El gaig de bardissa de Califòrnia havia estat agrupat amb el gaig de bardissa de Woodhouse i s'havia anomenat col·lectivament gaig de bardissa occidental. El grup també s'havia agrupat amb el gaig de bardissa de Santa Cruz i el gaig de bardissa de Florida; aleshores el tàxon s'anomenava simplement gaig de bardissa. El gaig de bardissa de Califòrnia no és migratori i es pot trobar a les zones urbanes, on es pot domesticar i apropar-se a alimentadors d'ocells. Tot i que molts es refereixen als gaigs de bardissa com a "gaigs blaus", el gaig nord-americà és una espècie d'ocell completament diferent.

## Etimologia
El nom genèric, Aphelocoma, deriva del grec antic llatinitzat apheles- (de ἀφελής-) "simple" + llatí coma (del grec kome κόμη) "cabell", en referència a la manca de plomes ratllades o amb bandes en aquest gènere, en comparació amb altres gaigs. El nom de l'espècie, californica, és llatí i significa "de Califòrnia".

## Descripció
Aquest tipus de gaig és un ocell de mida mitjana, d'uns 27 a 31 cm de llargada (s'inclou la seva cua), amb una envergadura de 39 cm, i uns 80 g de pes. En general, aquesta espècie té el cap, les ales i la cua blaus; el tors de color gris i marró; les parts inferiors són grisenques; i unes celles blanques. La gola és blanquinosa amb un collaret blau. Els seus crits s'han descrit com a "cridaners i irritants".

## Comportament

### Hàbitat
Fidel al seu nom, el gaig de bardissa de Califòrnia habita en zones de matollar baix, i prefereix a boscos de pi i ginebre, rouredes i a les vores dels boscos perennes mixtos. També habita en jardins suburbans.

### Cerca de menjar
Els gaigs de bardissa de Califòrnia solen alimentar-se per parelles, grups familiars o petits grups no familiars, fora de l'època de reproducció. S'alimenten d'animals petits, com granotes i llangardaixos, ous i cries d'altres ocells, insectes i (especialment a l'hivern) grans, fruits secs i baies. També poden menjar fruites i verdures que creixen als patis del darrere.

### Conservació dels aliments
Els gaigs de bardissa de Califòrnia, com molts altres còrvids, exploten excedents efímers mitjançant l'emmagatzematge dels aliments en amagatalls dispersos dins dels seus territoris. Depenen de records molt precisos i complexos per recuperar els amagatalls ocults, sovint després de llargs períodes. En el procés de recollida i emmagatzematge d'aquest aliment, han demostrat la capacitat de planificar amb antelació en l'elecció dels llocs d'emmagatzematge per proporcionar un volum i varietat d'aliments adequats per al futur. Els gaigs occidentals també són capaços de confiar en la seva memòria espacial d'observació precisa per robar menjar dels amagatalls fets pels seus congèneres. Els ocells que emmagatzemen aliments implementen una sèrie d'estratègies per protegir els seus emmagatzematges de possibles "lladregots".
De manera anecdòtica, els matolls, i els còrvids en general, són coneguts per la seva atracció i robatori d'objectes de colors brillants. Les recerques recents desmenteixen, o almenys posa en dubte, aquesta idea. Els còrvids, però, tenen una vena entremaliada i els gaigs no estan per sobre del robatori total. Se'ls ha observat robant glans dels amagatalls dels picots menjaglans. Alguns gaigs de bardissa arrabassen glans dels amagatalls d'altres gaigs. Quan aquests ocells amaguen les seves pròpies glans, primer comproven que no hi ha cap altre gaig que els miri. Altres mètodes de protecció inclouen moure l'amagatall en presència d'un observador, emmagatzemar esquers no comestibles com pedres petites en lloc de menjar i amagar l'amagatall quan un ocell carronyer ja no l'observa; es creu que aquests comportaments varien en funció de la presència o absència de possibles robatoris (com altres còrvids), així com de quin tipus d'animal podria robar l'amagatall, la qual cosa implica motius estratègics i socialment complexos darrere de diferents tipus de comportament de l'amagatall.

### Intel·ligència
Recerques recents han suggerit que els gaigs de bardissa occidentals, juntament amb diversos altres còrvids, es troben entre els animals més intel·ligents. La proporció de massa cerebral i corporal dels gaigs de bardissa adults rivalitza amb la dels ximpanzés i els cetacis, i només queda eclipsada per la dels humans. Els gaigs de bardissa també són els únics no primats o ni dofins que s'ha demostrat que planifiquen el futur (conegut com a metacognició), que abans es pensava com un tret únic humà. Altres estudis han demostrat que poden recordar les ubicacions de més de 200 amagatalls d'aliments, així com l'aliment de cada amagatall i la seva taxa de descomposició. Per protegir els seus amagatalls dels seus congèneres lladregots, els gaigs de bardissa escolliran llocs fora de la vista dels seus competidors, o tornaran a emmagatzemar els amagatalls quan estiguin sols, cosa que suggereix que poden tenir en compte la perspectiva dels altres.
Els gaigs són capaços d'imitar rapinyaires com els aligots cua-roig i d'espatlles vermelles amb tanta precisió que pot ser difícil distingir entre espècies utilitzant només crits; Les possibles explicacions d'aquest comportament inclouen avisar altres gaigs sobre la presència d'un depredador o intentar dissuadir els ocells (com els còrvids lladregots d'amagatalls) d'una àrea determinada. No obstant això, s'ha observat que els gaigs utilitzen crits que imiten els rapinyaires sense la presència d'altres ocells, cosa que fa que es desconeix la raó adaptativa precisa d'aquest comportament, tot i que pot ser doble. Segons una recerca de la Universitat de Califòrnia, Davis, els gaigs de bardissa de Califòrnia també convoquen a altres per cridar sobre el cos d'un gaig mort. Els "funerals" cacofònics dels ocells poden durar fins a mitja hora.

### Nidificació

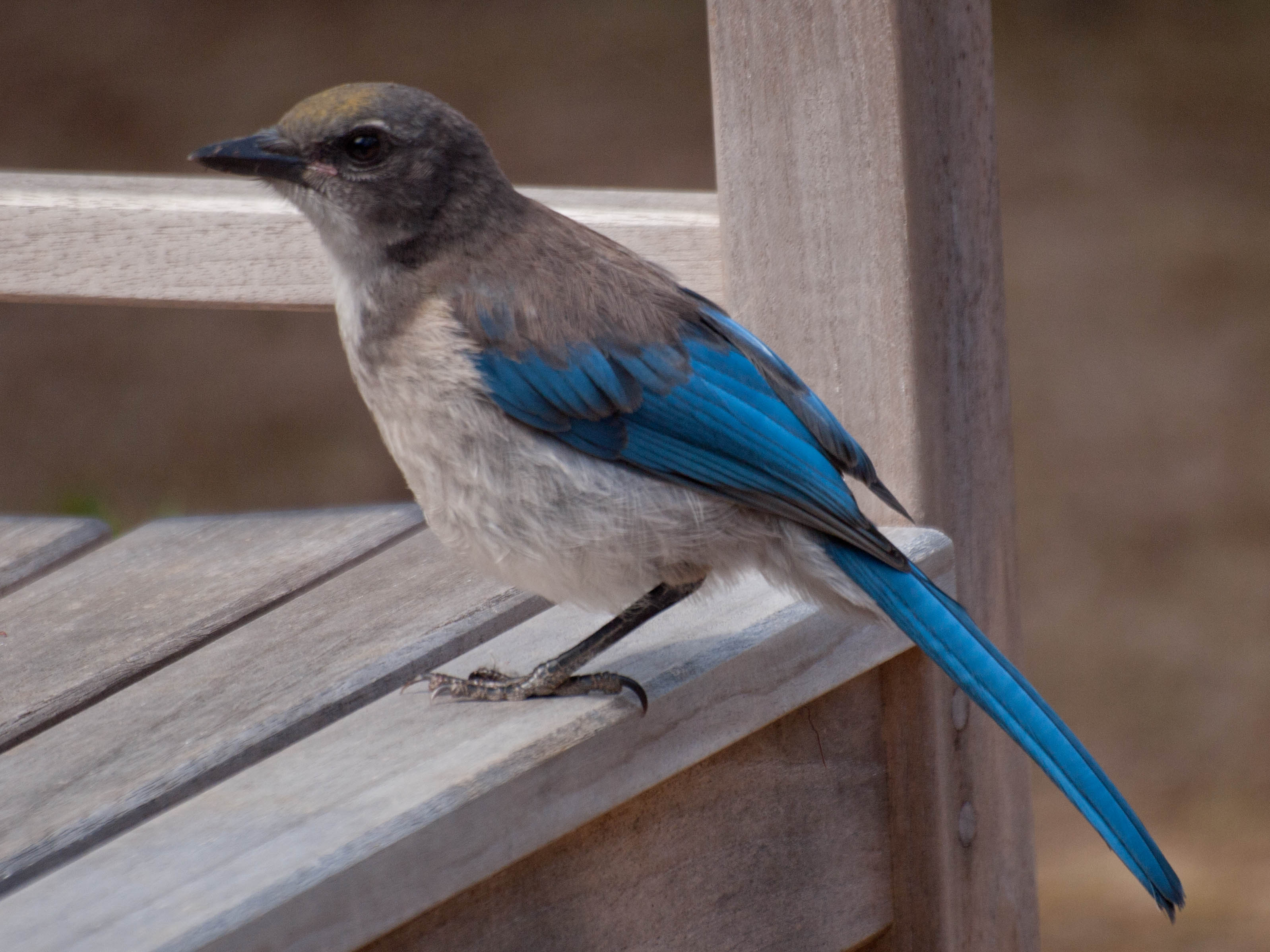
Juvenil a Califòrnia, EUA

Els nius es construeixen a poca alçada en arbres o arbustos, d'1 a 10 m per sobre del nivell del terra, principalment per la femella, mentre que el mascle vigila els seus esforços.
Els nius es construeixen sota els arbres o arbustos, 1-10 m per sobre del terra, principalment per la femella, mentre que el mascle fa esforços per vigilar-lo. Els nius són robusts, amb un diàmetre exterior de 33 a 58 cm, construïts sobre una plataforma de branques amb molsa i herbes seques folrats d'arrels i pèls fins. De març a juliol es posen de quatre a sis ous, amb algunes variacions regionals. Hi ha dues variacions comunes del color de la closca: verd pàl·lid amb taques o marques irregulars de color oliva; i de color blanc grisenc pàl·lid a verd amb taques de color marró vermellós. La femella incuba els ous durant uns 16 dies. Les cries abandonen el niu uns 18 dies després de l'eclosió.

### Esperança de vida
L'esperança de vida dels gaig de bardissa de Califòrnia és d'uns 9 anys. El gaig de bardissa occidental que va viure més conegut es va trobar a Castaic (Califòrnia), l'any 1991 i es va criar en captivitat. "Aaron" va viure fins als 19 anys i 8 mesos.

### Malalties
Les poblacions es veuen afectades negativament pel Virus del Nil occidental, especialment a la Vall Central de Califòrnia.

## Filogènia

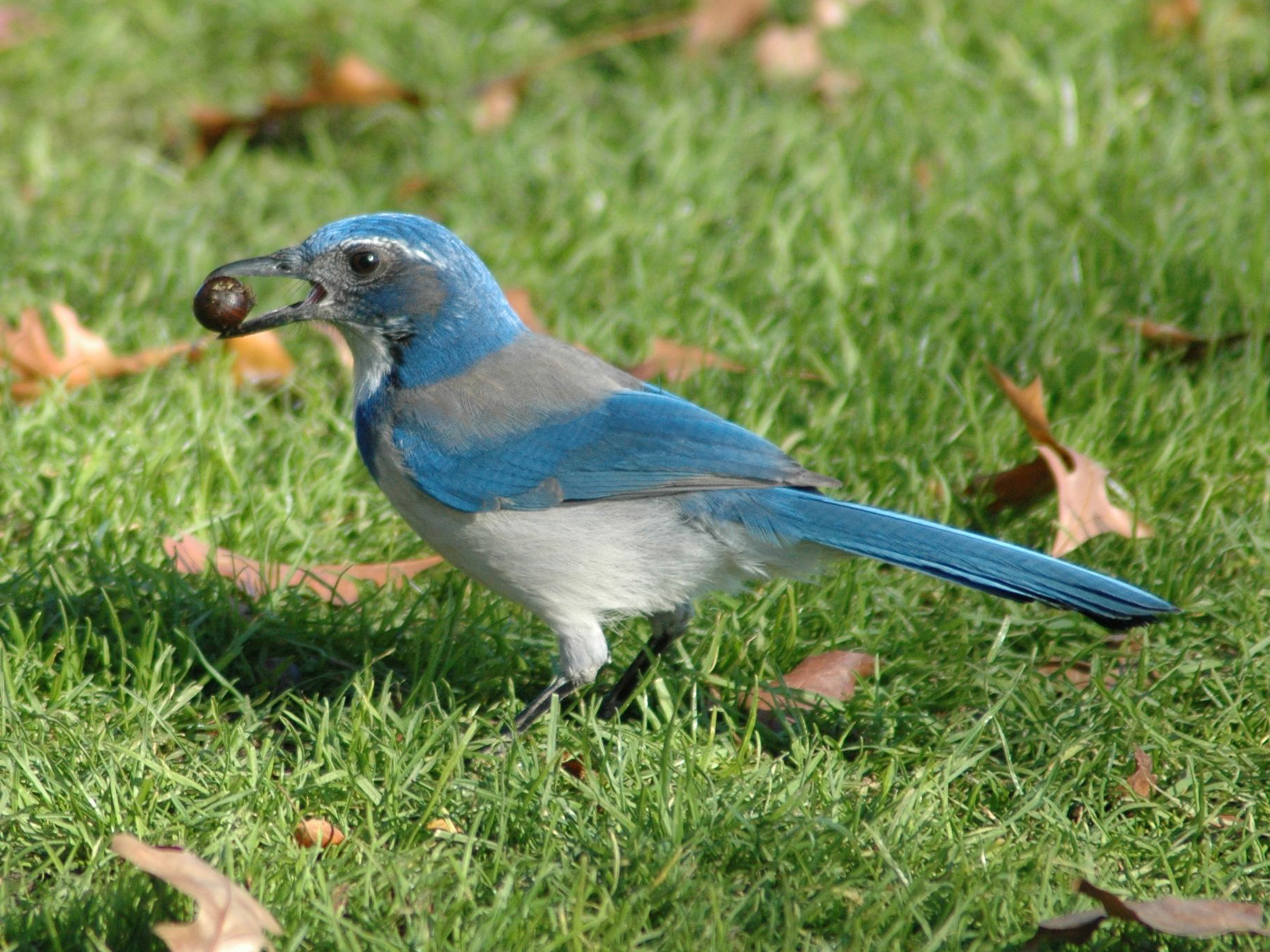
Gaig de bardissa de Califòrnia que mostra la banda pectoral ben marcada de les races costaneres.

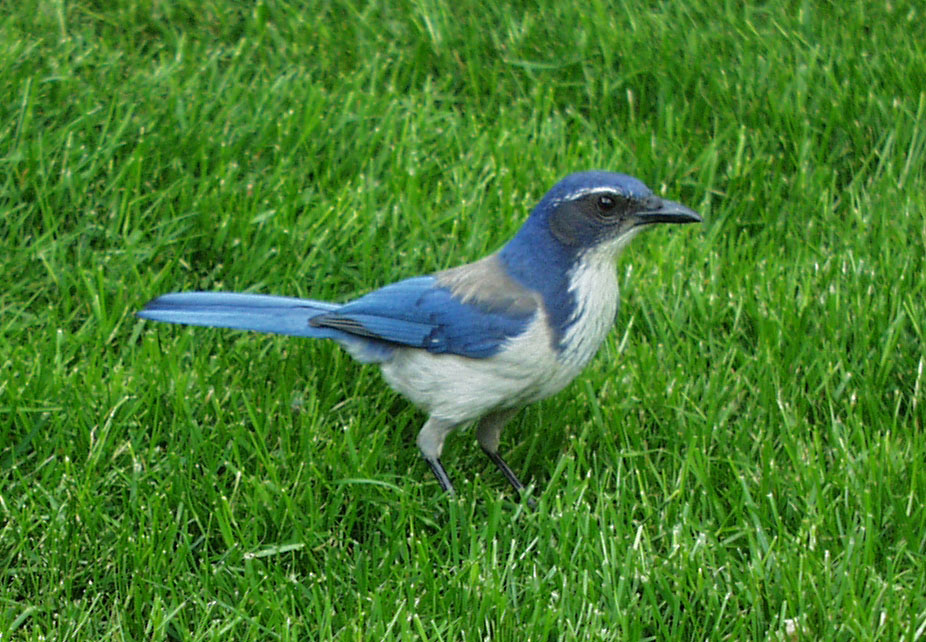
Observeu un plomall blanc brillant que trenca la banda del pit. Les marques destacades a la regió dels ulls són típiques dels ocells mascles.

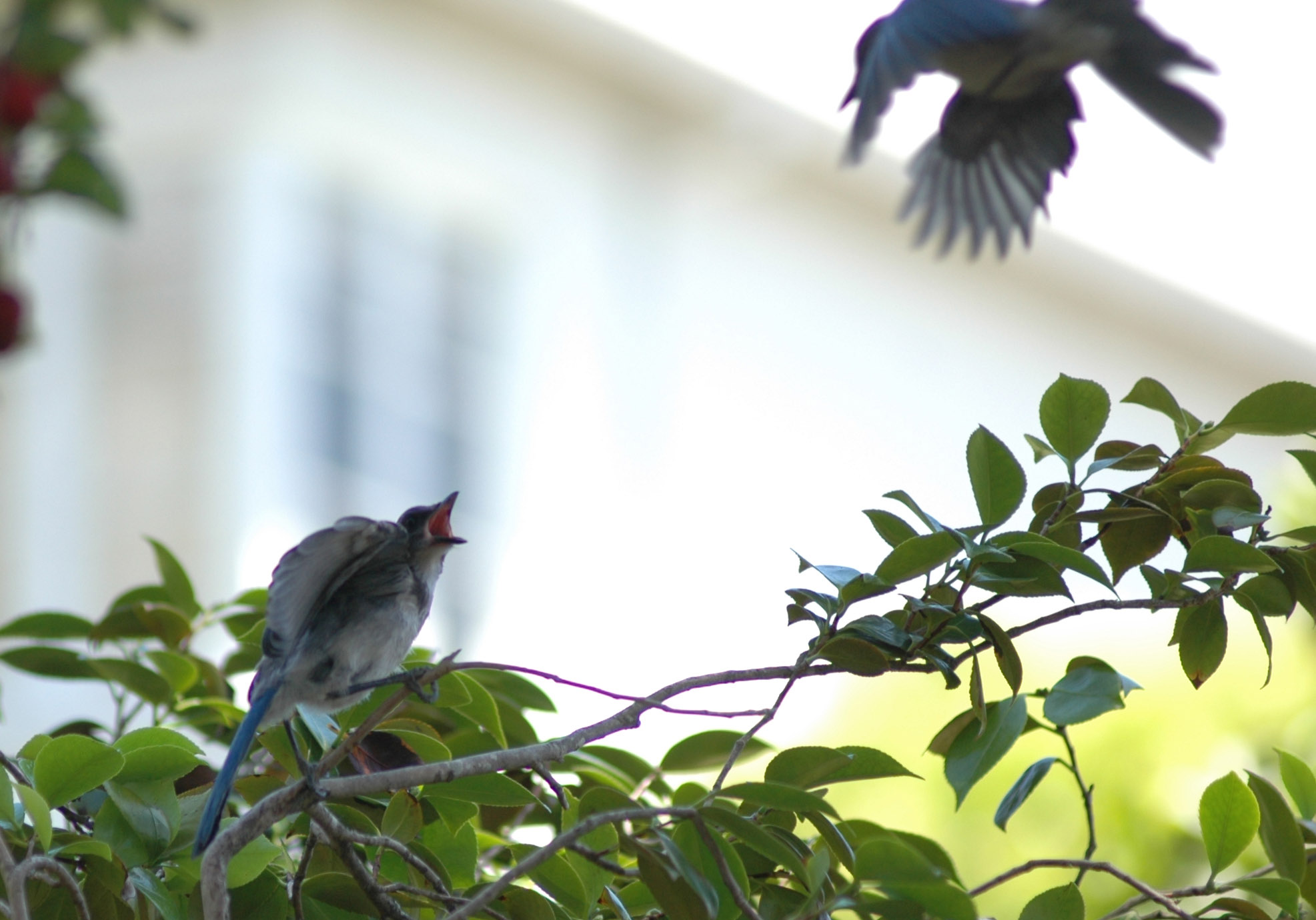
El pollet de gaig de bardissa de Califòrnia comença a ser alimentat.

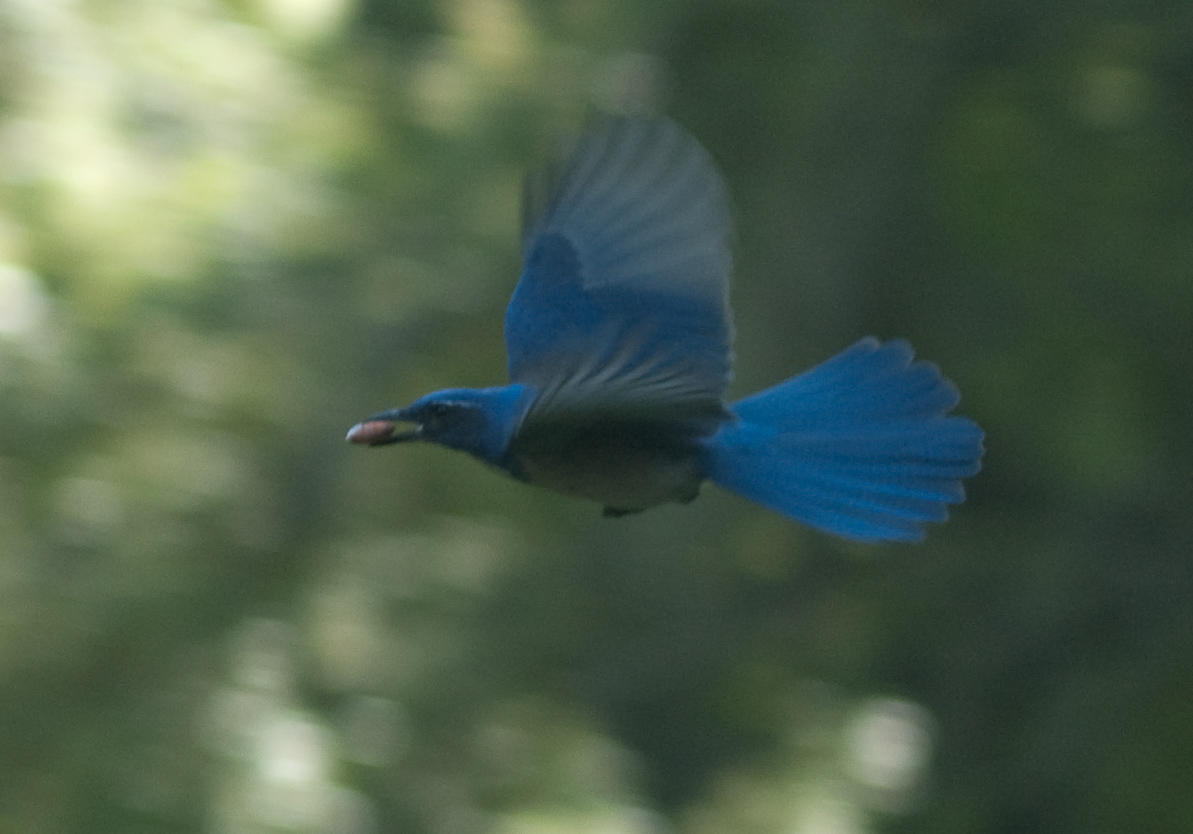
Gaig de bardissa de Califòrnia en vol.

El gaig de bardissa de Woodhouse, el gaig de bardissa de Califòrnia, el gaig de bardissa de Santa Cruz i el gaig de bardissa de Florida es consideraven subespècies d'una única espècie de "gaig de bardissa". Ara es creu que són diferents.
El gaig de bardissa de Woodhouse difereix pel plomatge (blau més pàl·lid a la part superior, amb una banda de pit indistinta i generalment incompleta) de la del gaig de bardissa de Califòrnia, que és de color blau més fosc a la part superior amb una banda de pit blava fortament definida, però no necessàriament completa.
Es reconeixen les següents subespècies:
- Gaig de bardissa interior - Aphelocoma californica immanis Grinnell, 1901

És una gran subespècie. Una mica més apagat i de color més clar que californica a causa del flux genètic de les poblacions de l'interior. Tan al cap com el coll és de color blau, menys violaci que en el grup woodhouseii. El tors generalment és força marronós, la part inferior i sobretot el pit és bastant blanquinós, a sota de la cua normalment sol estar tenyida de blau pàl·lid o gris en els mascles. El bec és robust, i les ales i la cua són força curtes.
- Aphelocoma californica caurina Pitelka, 1951

Costa del sud-oest d'Oregon des de la vall del Rogue River al sud fins al Comtat de Napa i als Comtats de Sonoma; límit oriental és a l'interior de les California Coast Ranges.
Semblant a la californica, però el cap i el tors tenen un color més intens, amb un to violaci brillant al blau del cap. El color és semblant al citat californica, per tant més fosc que l'immanis i la majoria dels oocleptica. Relatiu a la denominació californica, zones blaves més violàcies i brillants, el pit és més fosc que la resta de la part inferior.
- Gaig de bardissa de Nicasio - Aphelocoma californica oocleptica Swarth, 1918 (inclou A. c. superciliosa)

Des dels comtats de Jackson, Klamath i els comtats de Lake, Oregon, passant per les valls de Sacramento i de San Joaquín i muntanyes circumdants fins al Comtat de Kern, l'àrea de la Badia de San Francisco i el Comtat d'Alpine. Cap a l'est cap al Comtat d'Inyo i les Virginia Mountains (Comtat de Washoe, Nevada), on s'integra amb els nevadae del grup woodhouseii.
Bastant variable segons l'extensió del flux genètic entre aquest tàxon i nevadae. Generalment semblant a californica però més gran; el color del cap i del coll varia en lluminositat i la quantitat de to violaci. el tors és grisenc; la part inferior de la cua generalment és blanca. El bec generalment és robust però variable segons el tipus d'hàbitat (menys robust en els gaigs dels pins).
- Gaig de bardissa de Califòrnia - Aphelocoma californica californica (Vigors, 1839)

De les Coast Ranges de Calofòrnia abasta des del comtat de San Mateo i del sud-est del comtat d'Alameda fins al sud-oest del comtat de Ventura.
El blau del cap generalment fortament tenyit de violaci. El tors és gris blavós-marronós, més blava cap a la gropa. La banda de pit és blavós-violaci incomplet. La part inferior és de color blanc grisenc, més fosc al pit. la part inferior de la cua és de color blanc tenyit de blau. Les cuixes són grises. Les plomes de timó i les plomes de rem són de color blau fosc, les plomes més grans són més apagades. El bec és robust i la punta és fortament enganxada.
- Gaig de bardissa de Belding - Aphelocoma californica obscura Anthony, 1889

Costa sud-oest de Califòrnia, a l'est fins a les Little San Bernardino Mountains, algunes serralades aïllades a l'oest del Desert de Mojave i Whale Peak (Comtat de San Diego). Cap al sud a través del nord de la Baixa Califòrnia, Mèxic (Sierra de Juárez, Sierra San Pedro Mártir) fins a la Badia de Todos Santos.
És més petit i fosc que californica, amb una coloració violàcia i marró més intensa al cap i al dors, respectivament; vetes grises prominents a la gola i coll de pit diferent. La panxa amb rentat gris fumat, més clar al mig. La coloració generalment és més intensa en general. El beu és robust.
- Gaig de bardissa d'Eagle Mountain - Aphelocoma californica cana Pitelka, 1951

Només es troba als boscos de Pinus monophylla a Eagle Mountain, Parc Nacional dels Arbres de Josuè.
És més petit, més clar i més gris que californica. el bec no és tan robust. Aparentment és un aïllat d'origen híbrid entre A. c. obscura i nevadae del grup woodhouseii.